# Коми-пермяцкий окружной краеведческий музей
Коми-Пермяцкий государственный окружной краеведческий музей имени П. И. Субботина-Пермяка — учреждение культуры в Пермском крае. Главный краеведческой центр Коми-Пермяцкого округа. Располагается в городе Кудымкаре.
Открыт в 1921 как Коми-Пермяцкий национальный музей. В 1945 ему присвоено имя П. И. Субботина-Пермяка, профессора живописи, одного из активных основателей музея. Основой собрания послужили материалы районного сельскохозяйственного музея и музея при Кудымкарских художественно-промышленных мастерских.
Фонды — 70 тыс. предметов в 32 коллекциях — фотодокументы, этнографические, археологические, естественно-исторические и художественные, декоративно-прикладного искусства, нумизматики. Произведения Пермского звериного стиля, предметы восточного серебра — иранские и византийские блюда VII—VIII вв. Личные фонды — географа и краеведа И. Я. Кривощёкова, профессора живописи П. И. Субботина-Пермяка, легендарного разведчика Великой Отечественной войны Н. И. Кузнецова.
В 1947—1950 годах старшим научным сотрудником музея работал поэт Михаил Вавилин.